# Distretto del Singhbhum Orientale
Il distretto del Singhbhum Orientale è un distretto del Jharkhand, in India, di 1 978 671 abitanti. Il suo capoluogo è Jamshedpur.